# Casato di Nevers
Il casato di Nevers è una dinastia di nobili del Medioevo fondata da Landry Monceaux (970-1028). Essi detenevano le contee di Nevers, di Auxerre, di Tonnerre e di Vendôme.

## Origini
Provengono dai signori di Monceaux. Landry Monceaux sposò Matilde, figlia di Ottone I Guglielmo, conte di Borgogna, che gli portò in dote Auxerre e Nevers.
Il figlio più giovane, Bodon, sposò l'ereditiera di Vendôme. Un altro, Roberto di Nevers (1035-1098), sposò l'ereditiera Avoie de Sablé.